# 川津泰彦
川津泰彦（1966年1月21日—）是日本男性聲優。隸屬於青二Production。

## 人物介紹
身材壯碩的巨漢，多飾演中年男性、老人。

## 演出作品

### 電視動畫
- 足球風雲（大葉）
- 禁獵魔女（守衛）
- H2O -FOOTPRINTS IN THE SAND-（穂積輝夫）
- 星際少年隊（バルク）
- 童話槍手小紅帽（巨大魚）
- 新宇宙飛龍（ウーラ）
- GUNDAM系列作品
  - ∀鋼彈（科倫）
  - 機動戰士鋼彈SEED（フレドリック・アデス、ヘルマン・グルード）
- 奇天烈大百科（熊、熊貓、主人、審判、警官、山賊首領）
- 你所期望的永遠（涼宮遙之父）
- 金魚注意報（牛B、店長、社會老師、評論家、指導者）
- 金田一少年之事件簿（金子善勝）
- 銀魂（プー、若だんな、餡泥牝堕　酔唾）
- Cross Game（月島清次）
- 聖槍修女（農場主人）
- 鬼太郎第四部（夜行さん、狼男、おりたたみ入道、ブイイ、ハチマキ狸）
- 鬼太郎第五部（孝太の父、風首、魑魅魍魎、マイク、シェフ、オーナー）
- Keroro軍曹（ゲスちゃん（アラザザ人））
- 絢爛舞踏祭（部下）
- 靈異教師神眉（老師、不良）
- GS美神極樂大作戰（壽司屋、列車幽靈、流動計程車船主、船長）
- 貯金大冒險（カンパン）
- Code Geass 反叛的魯路修（参謀、指揮官、ラスロー）
- 伯爵與妖精（侯爵）
- MONSTER（ルンゲの部下）
- ARMS神臂（基斯・席爾法）
- 冒險王比特（ギルス）
- ONE PIECE（ホッカー、主人、ギャリー、ガレーラ社員、タンスイ、部下、人妖伊莉莎白）
- 世界名作劇場系列
  - 羅密歐的藍天（索尼）
  - 無家可歸的孩子蕾米（農夫）
  - 波菲的漫長旅程（馬里歐、馬賽爾）
- 決鬥師傅（老爺爺）
- 戰鬥陀螺 鋼鐵奇兵 爆（馬卡斯）
- 名侦探柯南（店長）

1991年
- 櫻桃小丸子（釣具店老闆、老人、面具小販、小杉的父親、冬田的爺爺〈第2代〉 其他）

1992年
- 小小男子漢（體育老師、使用者、細川道太郎的哥哥、校長）

1993年
- 南國少年奇小邪（本田）

1994年
- 哆啦A夢(大山羨代版)（男性）

1996年
- 芳鄰物語

1997年
- 中華一番（廚師E、客人B、街上的路人A、鎮上的男子A）

1999年
- 危險調查員（車站廣播）
- 神八劍傳（日语：神八剣伝）（佛茶）

2000年
- 學校怪談（業務員）
- 六門天外（佛洛斯特‧多拉貢）
- 麵包超人（鋼鐵機器人）

2001年
- 地球防衛家族（美軍廣播、大杉記者、男老師、電視主持人、學生會要員）
- 淘氣小樂樂（伊藤醫生）
- RUN=DIM（森口將兵）

2002年
- 小小雪精灵（農夫B）
- 釣魚迷日記（旁白、秋山哲夫）
- 洛克人EXE系列（克萊德、桑田廣之、堀造、馬戲團人）

2003年
- 驚爆危機？校園篇（不良D）

2004年
- 怪俠佐羅利（怪獸）

2005年
- 哆啦A夢(水田山葵版)（小滴的父親、原始人C、外星人〈父親〉、男性、店家）
- 不可思議星球的雙胞胎公主（賽利亞斯）
- 怪醫黑傑克（阿滿的父親、改建專家）

2006年
- 我的裘可妹妹（肉店老闆的父親、正式職員、司機）
- 死亡筆記本（播報員）
- 夢使者（如月）
- 王牌酒保（齊藤酒吧店主）

2007年
- 驅魔少年（惡魔C）

2009年
- 東之伊甸（機場職員）

2010年
- 麵包超人（蒙布朗城大臣）

2011年
- 異國迷宮的十字路口（店家、眼鏡店老闆）

2014年
- 蠟筆小新（約翰·班森、烤地瓜大叔）

2016年
- 紅殼的潘朵拉（手下E）
- Qualidea Code（管制、操作員）

2017年
- 帶著智慧型手機闖蕩異世界。（格拉茲）
- 咕嚕咕嚕魔法陣（亞當斯基）

2018年
- 銀河英雄傳說 Die Neue These 邂逅（尼可斯基）
- 後街女孩（廣的父親）
- 名侦探柯南（佑斗的父亲）

2019年
- 鬼太郎第六部（火首怪）

2021年
- 奇蛋物語 Wonder Egg Priority（口水）
- 急戰5秒殊死鬥（紅龍松下）

2022年
- 數碼寶貝幽靈遊戲（飯塚）

2024年
- 七龍珠大魔（波波先生）

### 劇場版動畫
- 怪醫黑傑克劇場版：兩位神秘醫生（醫師）
- 蠟筆小新：夕陽下的春日部男孩（傑士提斯的手下2）
- 名偵探柯南：第11位前鋒（攝影師）
- 七龍珠Z 燃燒吧!!熱戰・烈戰・超激戰 (莫阿)

### OVA
- 你所期望的永遠（涼宮宗一郎）
- 聖鬥士星矢冥王ハーデス冥界編（天角星ゴーレムのロック）

### 網路動畫
2015年
- Robot Girls Z Plus（巴武藏、車辨慶）

### 遊戲
- 真三國無雙系列 (黃忠、張角)
- 無雙OROCHI系列 (黃忠、張角)
- 真·北斗無雙 (波爾格)
- 戰國SLOT 信長之野望·天下創世 (柴田勝家)
- 超级七龙珠群雄（波波先生、拉姆西）

## 外部連結
- （日語）在青二Production的檔案 （页面存档备份，存于）